# Albert Hague
Pour les articles homonymes, voir Hague.
Albert Hague, né Albert Marcuse le 13 octobre 1920 à Berlin (Allemagne), décédé le 12 novembre 2001 à Marina Del Rey (Californie), est un acteur et compositeur américain surtout connu pour son personnage de Benjamin Shorofsky, le professeur de musique dans le film Fame (1980) et la série télévisée Fame (1982-1987).

## Biographie

### Débuts
Albert Hague est né dans une famille juive à Berlin, en Allemagne. Son père, Harry Marcuse, était psychiatre et un prodige de la musique, et sa mère, Mimi (née Heller), championne d'échecs. Sa famille considérant leur héritage juif comme une responsabilité, elle éleva le jeune Albert comme luthérien pour le protéger des persécutions nazies, (bien qu'il embrassera plus tard son judaïsme après son arrivée aux États-Unis).
Peu de temps avant d'être intronisé dans les Jeunesses hitlériennes, lui et sa mère s'enfuient à Rome en 1937. Il suit les cours au Conservatoire royal de Ste-Cécile, avec le musicien Dante Alderighi[réf. souhaitée]. Ensuite, il arrive en 1939 en Amérique, après que sa sœur, qui vivait dans l'Ohio, lui a obtenu une bourse d'études musicales à l'Université de Cincinnati. Cependant, comme il n'avait pas un statut d'immigration légale pour être dans le pays et qu'il ne parlait pas un mot d'anglais, il a été adopté par un chirurgien oculaire associé à l'université, le Dr Elliott B. Hague, dont il prend le nom. Après avoir obtenu son diplôme en 1942, il sert pendant plus de deux ans dans un  service de l'Air force (USAF) de l'armée des États-Unis pendant la Seconde Guerre mondiale.

### Carrière
Après la guerre, Hague se lance dans une carrière de compositeur à Broadway. En 1952, il rejoint ASCAP, société de gestion des droits d'auteur.
Les compositions des comédies musicales écrites par Albert Hague comprennent :
- Plain and Fancy (1955), un spectacle qui remporte un grand succès, sur le thème des Amish, mettant en vedette Barbara Cook et la chanson populaire Young and Foolish.
- (en) Redhead (1959), comédie musicale qui remporte le Tony Award de la meilleure comédie musicale et un Grammy Award
- Cafe Crown (1964)
- The Fig Leaves Are Falling (1969, sur des paroles d'Allan Sherman).

Parmi les chansons célèbres qu'il a écrites, mentionnons Young and Foolish qui est considéré comme un standard du jazz et connut une vingtaine de reprises par des artistes variés, Look Who's in Love et Did I Ever Really Live?.
Albert Hague a été le compositeur de la bande dessinée musicale télévisée How the Grinch Stole Christmas et de quelques chansons de la version musicale de 2000.
Il est également acteur, notamment dans la série télévisée Fame, où il joue Benjamin Shorofsky, le professeur de musique. Il tenait le même personnage dans film original éponyme. Hague a joué un petit rôle dans le film Space Jam (1996), en tant que psychiatre que les joueurs de basket-ball professionnel vont consulter quand ils perdent leur « compétence ».
Albert Hague et son épouse Renée présentent occasionnellement un numéro de cabaret, d'abord sous le titre Hague and Hague: His Hits and His Mrs. (La Haye et La Haye : ses succès et sa femme) et plus tard, en 1998, sous le titre Till Young and Foolish  (Encore jeunes et fous). Ils jouent au Carnegie Hall, au Cinegrill de Los Angeles et à Eighty Eight's à Manhattan.
Hague était membre du Lambs Club où il enseignait souvent le théâtre musical aux membres.

### Conjointe et fin
Sa femme, Renée Orin, actrice et chanteuse, avec qui il a souvent collaboré, notamment dans la série Fame où elle tient un rôle, est décédée à l'âge de 73 ans, en août 2000, d'un lymphome. Ils étaient mariés depuis 1951. Ils ont eu deux enfants : Andrew et Janet.
Albert Hague est décédé à l'âge de 81 ans d'un cancer dans un hôpital de Marina del Rey, en Californie, en novembre 2001,.

## Citation
- « Eh bien, j'ai grandi dans un quartier difficile - l'Allemagne nazie.  »[2]

## Anecdote
L'acteur Albert Hague a réellement été professeur à Laguardia High School lorsqu'il s'est vu proposer le rôle du professeur Benjamin Shorofsky dans Fame. Ce rôle a relancé sa carrière et il l'a repris dans la série qu'a inspiré le film. Ironiquement, il est un des rares acteurs du film (ou de la série) à qui Fame a apporté une véritable renommée.

## Filmographie

### Comme acteur
- 1980 : Fame : Benjamin Shorofsky
- 1982 : Une affaire d'enfer (Not Just Another Affair) (TV) : Professor Zakall
- 1982-1987 : Fame (Fame) (série TV) Benjamin Shorofsky
- 1983 : En plein cauchemar (Nightmares) : Mel Keefer (segment "Night of the Rat")
- 1984 : Passions (TV) : Peters
- 1987 : The Day My Kid Went Punk (TV) : Prof. Steinberg
- 1994 : Mémoire truquée (Moment of Truth: Murder or Memory?) (TV) : Dr. Zeller
- 1996 : Playing Dangerous 2 : Professor Agranoff
- 1996 : Basket Spatial (Space Jam) : Psychiatrist
- 1999 : Une vie à deux (The Story of Us) : Dr. Siegler

### Comme compositeur
- 1966 : Le Grincheux qui voulait gâcher Noël! (How the Grinch Stole Christmas!) (TV)
- 1967 : The Funniest Man in the World

## Récompenses et nominations

### Récompenses
- 1959 :  Tony Award de la meilleure comédie musicale
- 1959 : Grammy Award